# Čížek lesní
Čížek lesní (Spinus spinus) je malý druh pěvce z čeledi pěnkavovitých (Fringillidae).

## Systematika
Čížek lesní byl popsán Carlem Linném v roce 1758 pod názvem Fringilla spinus. Jedná se o monotypický druh (tzn. že nevytváří žádné poddruhy).

## Popis

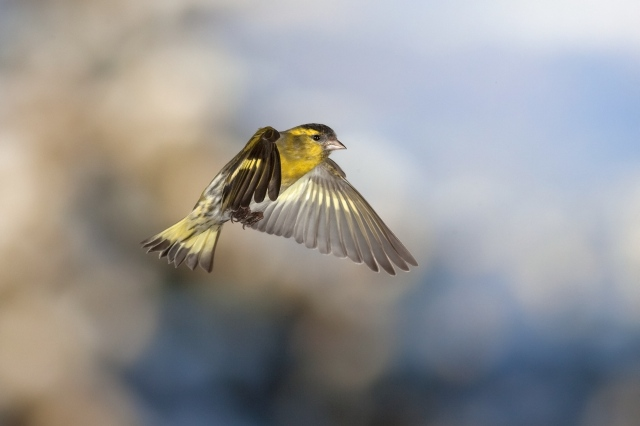
Čížek lesní v letu

Dorůstá délky 11–12,5 cm, v rozpětí křídel měří 20–23 cm a váží 10–18 g. Je sexuálně dimorfní. Samci mají zelenošedý hřbet, žlutý kostřec, široké žluté pruhy na jinak černém ocase a křídlech, nažloutlou hruď, černou skvrnu pod zobákem a černé temeno. Samice jsou svrchu zelenější, šedě pruhované s nazelenalým temenem, bílým opeřením pod zobákem a bílou, silně pruhovanou spodinou těla. Zobák je u obou pohlaví šedý, končetiny tmavě hnědé a oči černé. Mladí ptáci se podobají samicím, ale jsou zbarveni jednotvárněji.

## Výskyt
Hnízdí na rozsáhlém území Evropy (zejména pak v její střední a severní části) a izolovaně též na území východní Asie. Je částečně tažný, asijští ptáci zimují zejména v Japonsku a Číně, evropští pak ve střední, jižní a západní Evropě a severní Africe. Globální populace druhu je odhadována na 30–70 milionů jedinců, evropská populace pak na 2,7–15 milionů párů. Čížek lesní proto není považován za nijak ohroženého a v Červeném seznamu IUCN je zařazen do kategorie málo dotčených druhů. Náleží též mezi druhy chráněné Bernskou úmluvou.

### Česko
V České republice hnízdí v počtu 90 000–100 000 párů, a to až po nadmořskou výšku 1600 m. V zimě, kdy je zde zastoupen 1,5–2,5 miliony jedinci, na české území přilétají ptáci ze severní a východní Evropy.

## Biologie a chování

### Stanoviště
Hnízdí v jehličnatých a méně početně i ve smíšených lesích, obzvláště pak ve vyšších polohách. V zimě se běžně vyskytuje také v parcích a zahradách.

### Chování
Čížek lesní je velmi energický pták, obratně šplhá a při hledání potravy často visí hlavou dolů. Obzvláště pak na podzim a v zimě se často zdržuje v malých soudružných hejnech, v kterých panuje jasně stanovená hierarchie. Během hnízdního období však žije skrytě.

### Hlas
Vábí syčivým „diééé“. Zpěv je rychlý, švitořivý, prokládaný silnějšími kratšími zvuky. Čížek lesní zpívá po celý rok, často i ve skupinách.

### Potrava
Je převážně semenožravý. Na podzim a v zimě požírá zejména semena listnatých stromů včetně břízy (Betula) nebo olše (Alnus). Zalétává též do kulturních krajin, kde se přidává k jiným pěnkavovitým pěvcům a společně pátrají po semenech hvězdnicovitých rostlin, jakými jsou např. bodláky či pampelišky. Na jaře a v létě se v jeho potravě objevují zejména semena jehličnatých stromů, obzvláště pak rodů jedle (Abies) , smrk (Picea) a modřín (Larix).' Dále se živí také semeny jilmů (Ulmus) a topolů (Populus). Během péče o potomstvo v jeho potravě stoupá také význam živočišné složky, konkrétně hmyzu (zejména brouků).

### Hnízdění

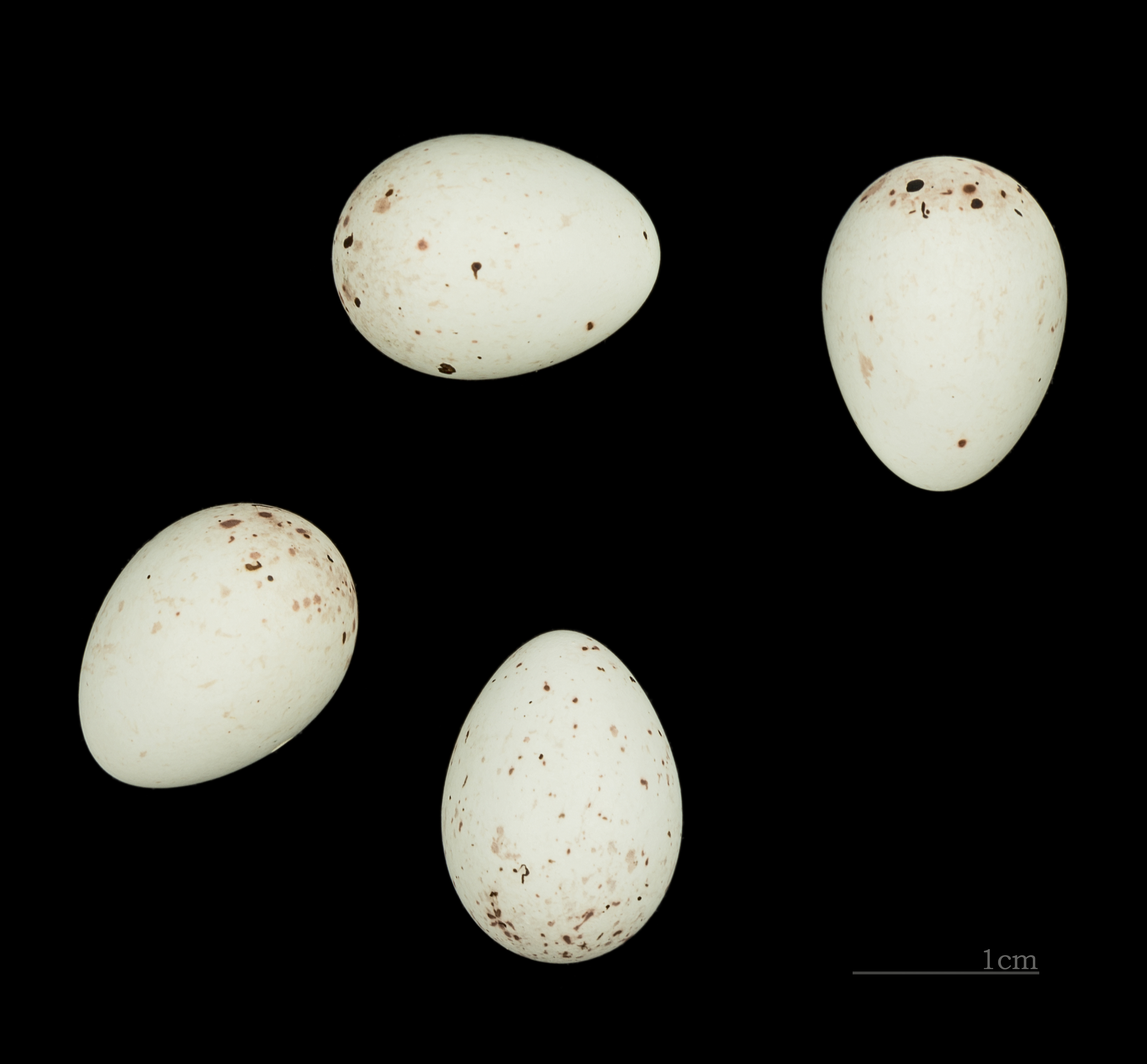
Vejce čížka obecného

Čížek lesní hnízdí ve středoevropských podmínkách od března až do července, a to jednou nebo dvakrát ročně. Často přitom tvoří malá hejna až o 6 párech. Dobře skryté pohárovité hnízdo z malých větviček, trávy, mechů a lišejníků staví vysoko ve větvích jehličnatých stromů. Samice klade 2–6 bílých až našedlých nebo světle modrých, hnědě skvrnitých, 15,2 × 12,1 mm velkých vajec, na kterých sedí sama 10–14 dnů. Mláďata jsou altriciální (plně závislá na rodičovské péči) a hnízdo opouštějí po 15 dnech.

## Chov a kulturní význam

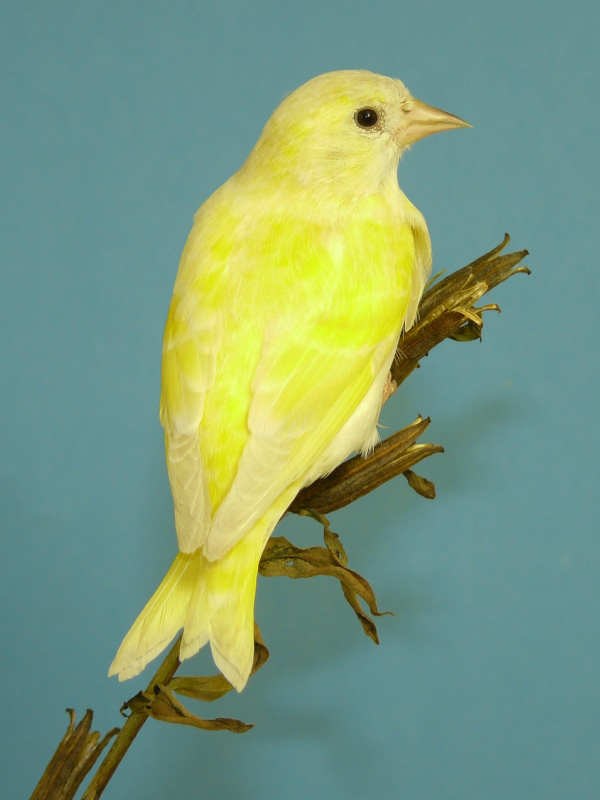
Barevná mutace

Jméno čížka je nápadně podobné v mnoha evropských jazycích (např. rusky se řekne Čiž, německy Zeisig, nizozemsky Sijs). Pravděpodobně existuje i souvislost českého názvu s čižbou. Čížek byl od pradávna vítanou a poměrně snadnou kořistí čižbářů. Od prehistorie po celý středověk a v novověku až do poloviny 19. století byl spolu s jinými pěnkavovitými ptáky běžně chytán (i jako zdroj potravy). Čížci se snadno ochočí a jsou to nenároční chovanci. Snad z toho důvodu se tento čiperný ptáček stal, přes svůj nenápadný vzhled a poněkud vrzavý zpěv, oblíbeným „klecním“ ptákem. Ještě ve 30. letech 20. století byl chován v mnoha domácnostech i dílnách drobných řemeslníků. Jeho bývalou oblibu dodnes dokládají lidové písně (Čížku čížečku, Čížku, ptáčku zeleného peří…), říkadla, jména obcí (Čížkovice, Čížová…) nebo rozšířené příjmení. Z bytů a provozoven ho vytlačilo až masové rozšíření radiových přijímačů.
Ze všech pěnkavovitých ptáků se nejsnadněji kříží s kanárem. V současnosti jsou i v Česku chováni a dále rozmnožováni jedinci v přímé péči člověka pocházející z registrovaných chovů (v souladu s platným zákonem na ochranu přírody a krajiny). Takový chov je cenným zdrojem informací o bionomii druhu. V zajetí se vedle přírodně zbarvených ptáků vyskytují i některé barevné mutace.